# Joana de Flandres
Joana de Flandres és una òpera en quatre actes del compositor brasiler Carlos Gomes sobre un llibret en portuguès de Salvador de Mendonça. Es va estrenar al Theatro Municipal do Rio de Janeiro el 15 de setembre 1863.